# Station Semarang Tawang
Semarang Tawang, of Semarang Tawang Bank Jateng als houder van de naamgevingsrechten, is een type A grootste spoorwegstation in Semarang, de hoofdstad van de Indonesische provincie Midden-Java. Het station dat zich op een hoogte van +2 meter boven zeeniveau bevindt, is het hoofdstation in de stad Semarang en het noordelijke deel van Midden-Java en staat onder beheer van de Kereta Api Indonesia Operatie Regio IV Semarang.
Semarang Tawang is een druk spoorwegstation omdat het de belangrijkste verbinding is voor de noordelijke spoorwegovergang van het Java-eiland; bedient bijna alle klassen van intercitytreinen, zoals executive, gemengd en zo klein als economy class. De naam "Tawang" is ontleend aan de naam van het dorp in de buurt van het station, Tawangsari. De locatie van het station is niet ver van de bezienswaardigheden van de Oude Stad en de Johar-markt.

## Geschiedenis

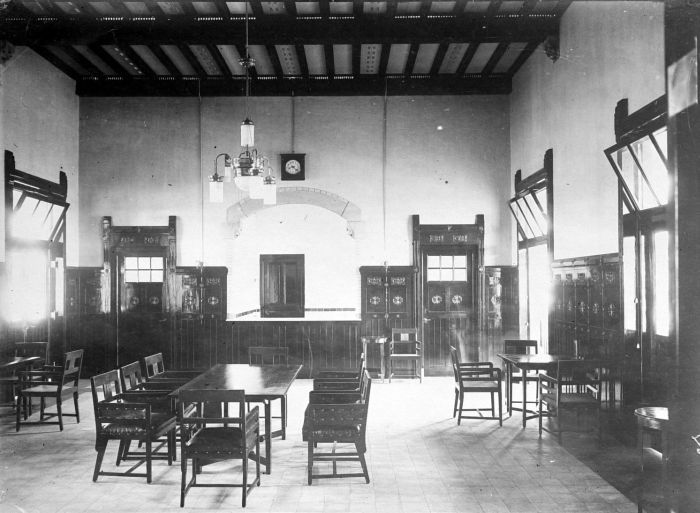
VIP wachtkamer van spoorwegstation te Semarang Tawang (1910-1920).

In 1911 begon de Nederlandsch-Indische Spoorweg Maatschappij (N.I.S.) met het opstellen van een masterplan voor het spoorwegsysteem op de spoorlijn Semarang–Surakarta–Yogyakarta die eerder in 1873 werd ingehuldigd. Dit gebeurde omdat Station Samarang N.I.S., dat was gesloten zes jaar eerder was het niet meer mogelijk om opnieuw te opereren als het N.I.S.-centraal station als Semarang werd getroffen door vloedgolven.
Bij de uitvoering van het masterplan begon N.I.S. met de bouw van een nieuw treinstation in het Tawang-gebied, dat op 29 april 1911 met de bouw begon.. Dit station werd voltooid en ingehuldigd op 1 juni 1914.
Hoewel het is gebouwd, heeft Station Semarang Tawang vaak te maken met getijdenoverstromingen. Dit komt doordat de Javazee vaak te maken heeft met hoogwater en zich vermengt met regenwater en afvalwater afkomstig van verschillende waterlopen, waardoor de hoogte van het station daalt tot 0 m. Om dit probleem op te lossen, legde het stadsbestuur van Semarang een polder aan voor het station dat in 1998 werd gebouwd.

## Bestemmingen
Intercitytreinen:
- Argo Bromo Anggrek  naar Station Gambir en Station Surabaya Pasarturi
- Argo Muria naar Station Gambir
- Argo Sindoro naar Station Gambir
- Harina naar Station Bandung en Station Surabaya Pasar Turi
- Kamandanu naar Station Gambir
- Sembrani naar Station Gambir en Station Surabaya Pasarturi

Forensentreinen:
- Kaligung naar Station Tegal
- Pandanwangi naar Station Solojebres